# Timergara
Timergara är en stad i den pakistanska provinsen Khyber Pakhtunkhwa. Den är huvudort för distriktet Lower Dir, och folkmängden uppgick till cirka 40 000 invånare vid folkräkningen 2017.